# Arvid Åberg
Arvid Åberg, född 14 juni 1885 i Lofta församling, Kalmar län, död 8 november 1950 Sankt Olai församling, Norrköping, var en svensk släggkastare och skridskoåkare. Han tävlade för IFK Norrköping (friidrott) och för Norrköpings SS på skridskobanan.
Arvid Åberg var svensk rekordhållare i släggkastning en knapp månad 1911. Han vann också två svenska mästerskap i slägga 1910–1911. Han deltog i de olympiska spelen i Stockholm 1912. Ägde grossistfirman Knut Andersson AB i Norrköping.
Han var far till Majken Åberg (1918–1999) som tävlade i diskus under Sommar-OS 1948 i London. De är begravda på Matteus begravningsplats i Norrköping.

## Karriär
1910 vann Åberg SM i släggkastning med ett resultat av 38,52.
Den 27 augusti 1911 slog han Eric Lemmings svenska rekord i släggkastning från året innan, genom att förbättra det från 43,27 till 45,18. Han utförde detta vid SM i Jönköping som han också vann. Lemming återerövrade dock rekordet den 24 september genom ett kast på 46,91.
Vid de olympiska sommarspelen i Stockholm 1912 deltog Åberg och kom där tia i slägga.
Åberg har även en brons från Skridsko-SM 1904 i Nybroviken, Stockholm.